# Sorry (canción de Madonna)
«Sorry» es una canción de la cantante estadounidense Madonna, publicada como el segundo sencillo de su décimo álbum de estudio, Confessions on a Dance Floor, el 16 de marzo de 2006 a través de Warner Bros. Records. Su composición y producción estuvo a cargo de Madonna y Stuart Price. Cuenta con una melodía dance uptempo, además de ser uno de los primeros temas compuestos para el álbum y de tener numerosas remezclas antes de terminar su versión final, una de las cuales fue hecha por el dúo Pet Shop Boys, quienes le agregaron letras escritas por el vocalista Neil Tennant. La letra habla del empoderamiento personal y la autosuficiencia. Más tarde apareció en su álbum recopilatorio de 2009, Celebration.
«Sorry» recibió críticas generalmente positivas de parte de la prensa especializada, quien lo calificó como el tema más destacado en el álbum. Algunos críticos remarcaron los ritmos influenciados por la música disco, mientras que otros lo compararon con sus anteriores canciones dance. Obtuvo un éxito comercial importante al alcanzar la posición más alta en las listas de Italia, España y el Reino Unido; en este último se convirtió en su duodécimo sencillo número uno. En otros países entró a las primeras diez posiciones. En los Estados Unidos no se posicionó bien debido a que las estaciones de radio no le incluían en sus repertorios; pese a esto, llegó al puesto más alto en los conteos de música dance de Billboard.
El video musical del tema es una continuación del video del sencillo «Hung Up». Muestra a la cantante y sus bailarines viajando por una ciudad en una furgoneta, bailando en patines y a Madonna luchando con un grupo de hombres dentro de una jaula. La artista interpretó el tema en su gira de 2006 Confessions Tour en una secuencia de pelea similar a la mostrada en el video. Para la ocasión, también filmó un video de interludio con una remezcla de «Sorry», donde muestra a varios líderes políticos junto a escenas de guerra y destrucción.

## Antecedentes y composición

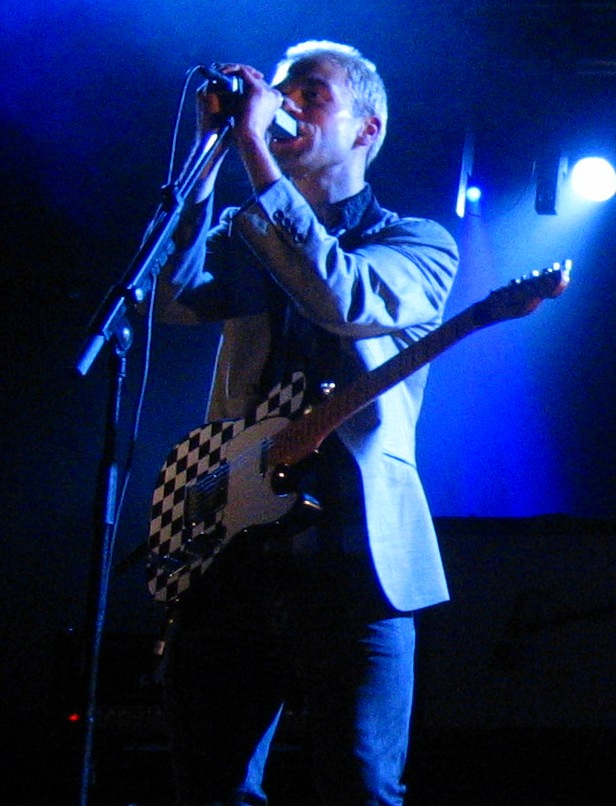
Stuart Price (fotografía) compuso «Sorry» junto con Madonna.

«Sorry» fue uno de los primeros temas compuestos para el álbum Confessions on a Dance Floor, donde varias remezclas que sus sencillos anteriores recibieron durante años, sirvieron como inspiración para el disco. Madonna comentó que «cada vez que hago mis discos, a menudo me gustan más las remezclas que las originales, [...] así que pensé, al diablo con esto. Voy a comenzar desde ese punto de vista». En el otoño de 2005, se presentó en la fiesta dance Misshapes, celebrada en el club nocturno Lucas & Leroy en Greenwich Village, donde Junior Sánchez la invitó a hacerse cargo de la cabina de DJ para tocar y mezclar por primera vez los temas «Hung Up» y «Sorry». En una entrevista de 2009, Madonna calificó este sencillo como uno de los temas más «tontos» que ha escrito, junto a «Cherish» e «Into the Groove». Musicalmente, «Sorry» es una canción dance uptempo que contiene capas de pulsaciones y una interpretación vocal vigorosa por parte de la cantante. Está compuesta en un compás de 4/4, con un groove dance moderadamente rápido de 132 pulsaciones por minuto. La melodía está escrita en la tonalidad de do menor y el rango vocal de Madonna va de fa3 a sol4. Sigue una progresión de acordes de re ♯-do menor-sol ♯-re♭ durante la introducción hablada, a continuación cambia a sol ♯-re ♭-do menor en el estribillo, mientras que continúa como sol ♯-do menor-sol ♯-fa mayor en los versos intermedios, para finalmente terminar repitiendo las líneas I've heard it all before (‘he oído todo eso antes’).
En cuanto a su letra, contiene fragmentos en diferentes idiomas, incluyendo francés, italiano, hindi, neerlandés y japonés. De hecho, empieza con las diferentes palabras para expresar arrepentimiento, pero sobre todo tristeza, en francés, español, neerlandés e italiano, sucesivamente. En un intermezzo similar, en torno a los 2:55, se utilizan los vocablos para pedir perdón en los idiomas japonés, hindi, polaco, y hebreo. En «Sorry», la intérprete le dice a un hombre que está cansada de escuchar sus disculpas y pretextos, cantando: There's more important things than hearing you speak (‘hay cosas más importantes que escucharte hablar’). De este modo, el tema hace alusión al empoderamiento personal y a la autosuficiencia, lo que denota un cambio en el enfoque artístico de Madonna con respecto a sus canciones anteriores que hablan sobre la supremacía, tales como «Everybody» (1983), «Vogue» (1990) o «Music» (2000), que estaban centradas en el tema de la música en sí. Entre las múltiples remezclas, la que realizó Pet Shop Boys incorporó elementos de «I Wanna Dance With Somebody (Who Loves Me)» de Whitney Houston, con una línea de bajo más pronunciada y utiliza un break doble en la introducción. Se le añadieron unas letras que Neil Tennant, miembro del dúo, cantó y más tarde aparecieron en su álbum de remezclas Disco Four. La voz de Madonna comienza en el primer estribillo, el cual se remezcló para tener un sintetizador más fuerte y un gancho más serio. Se presenta un break antes de los cinco minutos, que da lugar a la entrada de percusiones programadas, con las que termina la canción.

## Recepción crítica

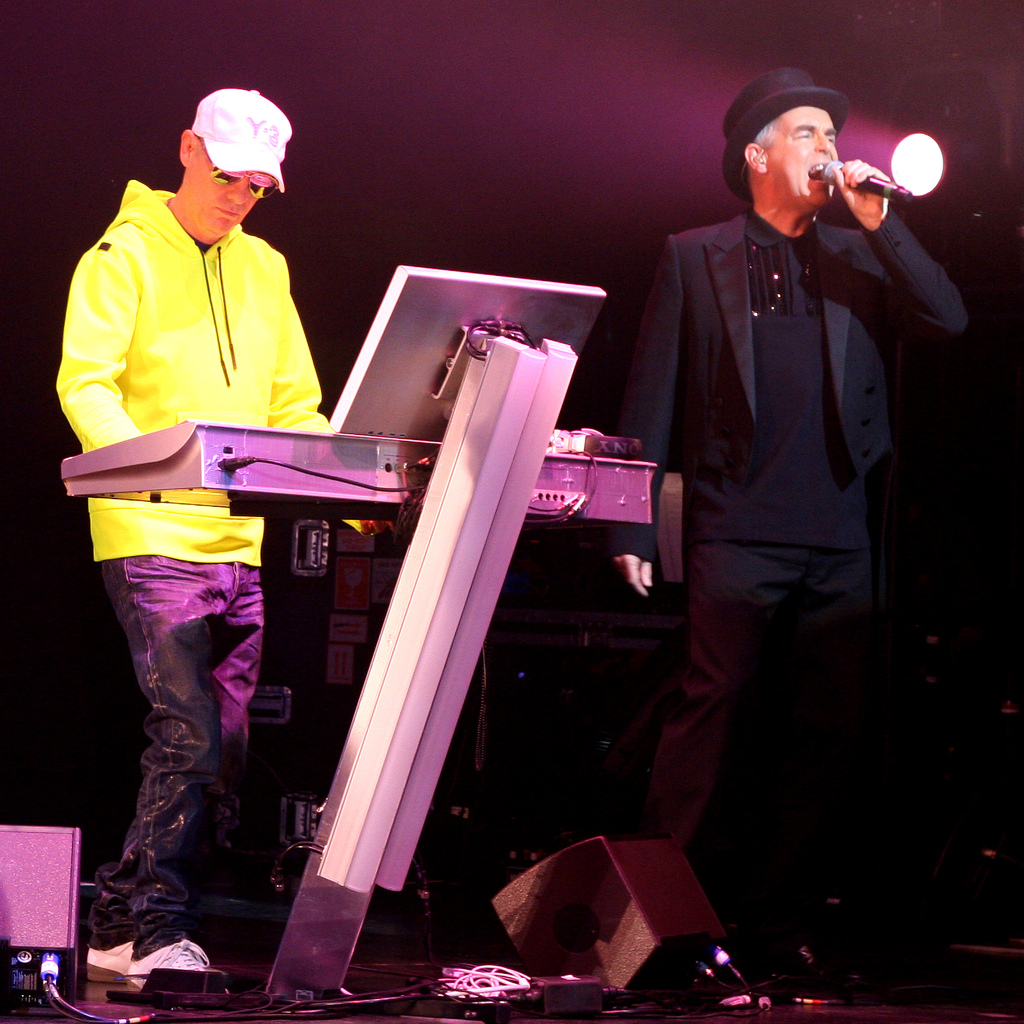
Pet Shop Boys hizo una remezcla de «Sorry» que incorporó elementos de «I Wanna Dance with Somebody (Who Loves Me)» de Whitney Houston. Madonna cantó dicha remezcla en su gira Confessions Tour de 2006.

«Sorry» recibió críticas generalmente positivas de parte de la prensa especializada, quienes destacaron su sonido electro-pop y elogiaron la capacidad de Madonna para seguir creando éxitos después de tantos años de iniciada su carrera. Por ejemplo, Jennifer Vineyard de MTV News escribió que «Sorry» es la «pista más fuerte del álbum» y que es una canción «muy a lo Pet Shop Boys». Vineyard continuó escribiendo que «...nostálgicamente evoca los sonidos de los clubes de la década de 1980 que la llevaron primeramente al estrellato». De acuerdo a la crítica en BBC's Collective, «..."Sorry" establece la postura imperdonable de la Reina Madge, y aunque la canción está envuelta en una relación sentimental, uno no puede evitar escuchar el contexto, quizás dirigido a sus críticos más salvajes: "hay cosas más importantes que escucharte hablar"». Por su parte, Alan Braidwood de BBC Music definió al tema como «letalmente pegadizo». Mike Pattenden de The Times y Sal Cinquemani de Slant Magazine notaron que la línea de bajo de la canción utiliza elementos de «Can You Feel It» de The Jacksons; la segunda publicación también destacó a «Sorry» como una de las mejores canciones de 2006. En su crítica del sencillo, Virgin Media escribió que en términos generales la melodía incluye «una contagiosa combinación de bombeantes sintetizadores filtrados y un ritmo disco que está destinada a ascender a la cima de las listas con facilidad».
Gordon J. Murray de Billboard comentó que «["Sorry"] debería mantener a los fans colgados por la habilidad de Madonna para crear clásicos instantáneos de radio y clubes»; previamente, calificó la pista como «primaveral» en su reseña al álbum. Ben Williams de la revista New York escribió que la canción está «impulsada por una melodía de bajo». Joan Morgan de The Village Voice, en su crítica a Confessions on a Dance Floor escribió: «la fiesta continúa admirablemente con la multilingüe, patea-a-tu-hombre-a-la-acera "Sorry".» De manera similar, Stephen M. Deusner de Pitchfork Media mencionó «las cascadas de sonido fluyen directamente hacia "Sorry", estableciendo las disculpas multilingües de la canción y sus bajos tectónicos cambiantes». Jon Pareles de The New York Times escribió que la primera mitad del álbum consiste en canciones de amor felices y tristes, e incluyó a «Sorry» dentro de esta mezcla. Como parte de su crítica al disco, Alan Light de Rolling Stone definió al tema como «palpitante», mientras que Alexis Petridis de The Guardian la calificó como «triunfante». Kitty Empire, de la misma publicación, dijo que: «"Sorry" muestra a Madonna tomando a un amante para recorrer una insistente fiebre dance-pop». Finalmente, Thomas Inksweep de Stylus Magazine comentó que tanto «Hung Up» como «Sorry» pueden no ser tan sórdidas como los primeros sencillos de Madonna como «Burning Up» o «Physical Attraction», pero tienen el mismo modus operandi al estar diseñadas para bailar toda la noche.

## Recepción comercial

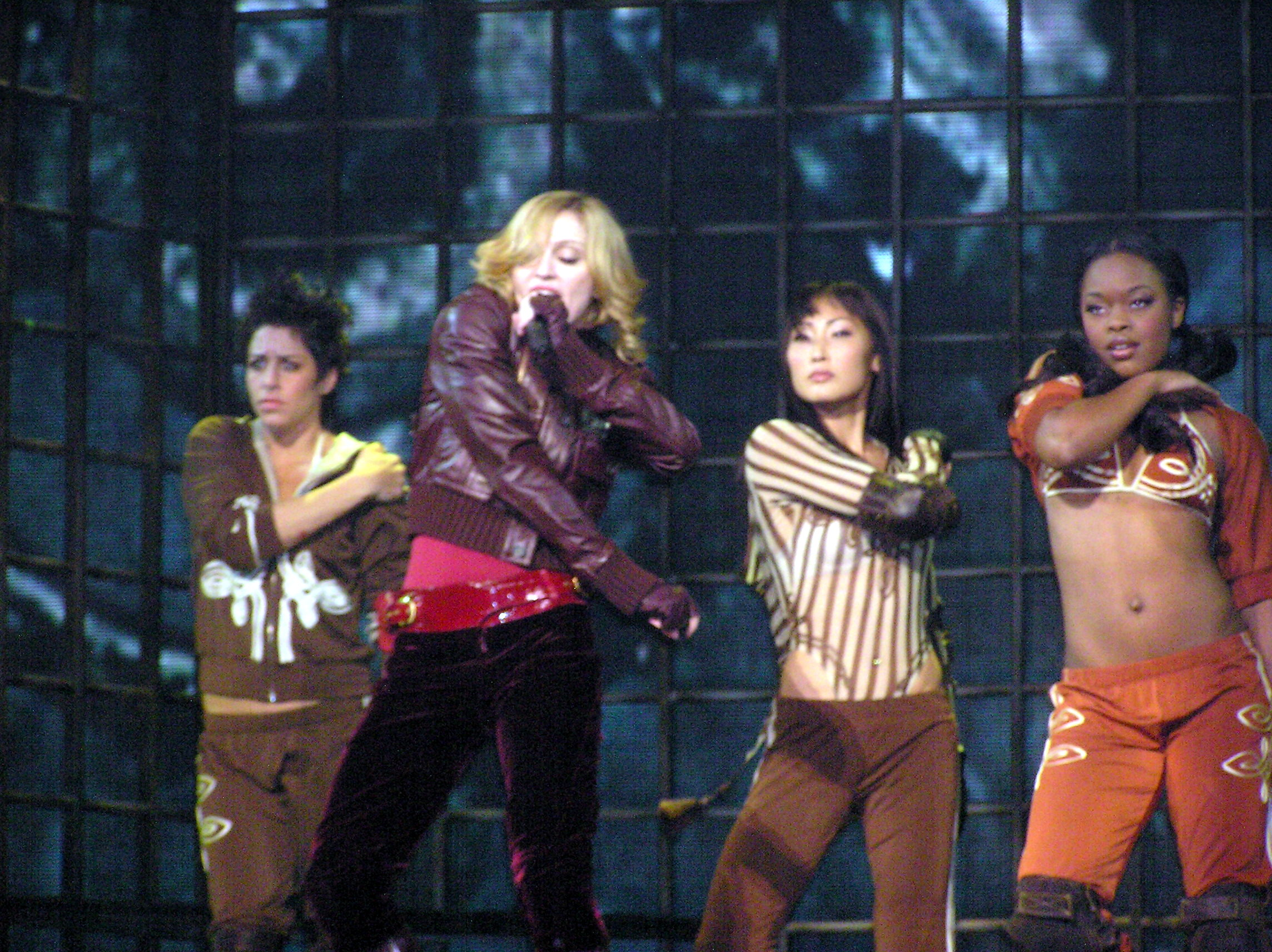
Madonna y sus bailarinas interpretando «Sorry» en la gira Confessions Tour.

En los Estados Unidos, «Sorry» debutó en la posición setenta en el Billboard Hot 100 el 11 de marzo de 2006 y la semana siguiente alcanzó el puesto cincuenta y ocho. En la misma semana, en Pop 100 estuvo en el número cuarenta y seis. El limitado airplay de las radios dio como resultado una baja aparición en los conteos en los Estados Unidos, debido a ello 3300 personas firmaron una petición en Petitionline.com conocida como End the Madonna U.S. Radio Boycott («Terminen el boicot hacia Madonna en las radios estadounidenses»), dirigida al director ejecutivo de Clear Channel Communications, Mark P. Mays. Entertainment Weekly y VH1 transmitieron el mensaje, con palabras de apoyo a Madonna y teorías conspirativas sobre por qué no se escuchaba en la radio. Sin embargo, el sencillo alcanzó el puesto más alto en el Dance Club Songs por dos semanas, y por siete semanas en el Dance/Mix Show Airplay. En abril de 2010 Billboard anunció que las ventas del sencillo en Estados Unidos superaban las 358 000 descargas digitales. Mientras tanto, alcanzó el segundo puesto en la lista Canadian Singles Chart. El 10 de abril de 2006, Music Canada (CRIA) le dio una certificación de disco de platino por la venta de 80 000 descargas digitales.
El 26 de febrero de 2006 «Sorry» debutó en el número uno en el Reino Unido. Con esto obtuvo su duodécimo sencillo en el primer puesto británico y el segundo sencillo consecutivo en llegar a lo más alto en Gran Bretaña, tras «Hung Up». De este modo se convirtió en la solista con más canciones número uno en el Reino Unido, mientras subió al quinto lugar en la tabulación global. De acuerdo con Official Charts Company, vendió 195 000 copias en el país. El sencillo también estuvo doce semanas en Irlanda y debutó en el número cinco. En Europa, la canción entró en las diez primeras posiciones de países como Austria, Bélgica (Flandes y Valonia), Dinamarca, Finlandia, Francia, Alemania, Países Bajos, Noruega, Suecia y Suiza; mientras que alcanzó el número uno en Italia, España y en el conteo European Hot 100 Singles de Billboard. Finalmente, en Australia, el tema se ubicó en el lugar número cuatro.

## Video musical
El video musical de «Sorry» se grabó en Londres en enero de 2006, mientras Madonna se preparaba para su próxima gira. El coreógrafo de la cantante, Jamie King, dirigió el proyecto pese a que contiene una coreografía creada por The Talauega Brothers. Aparecieron muchos de los bailarines que participaron en su sencillo anterior, para filmarlo a modo de continuación de «Hung Up». Las tomas de Madonna fueron las primeras en filmarse, seguidas de las escenas con los patinadores, de modo que toda la grabación tomó más de dos días. Antes de su realización, la furgoneta que aparece fue restaurada en el programa de televisión Pimp my ride, de la cadena MTV.
El video comienza con la imagen de Madonna enfrente de una pantalla de luces de neón, mientras viste un leotardo púrpura y pronuncia la frase «lo siento» en varios idiomas. Cuando la música inicia, se le ve salir junto a sus bailarines del salón de arcades mostrado en el video de «Hung Up», para abordar una furgoneta donde se cambian de ropa. Aquí se viste con un leotardo blanco y un corsé de borlas del mismo color, su cabello tiene un estilo retro inspirado en la década de 1970 y utiliza un par de botas altas plateadas con plataformas. Mientras viajan por la ciudad recogen a varios hombres en las calles para unirlos a la fiesta dentro del vehículo; estas escenas se alternan con las de Madonna cantando enfrente de la pantalla de neón. Esta secuencia continúa hasta el estribillo intermedio, donde se le muestra parada dentro de una jaula enfrente de un grupo de hombres. Cuando el puente inicia, comienza a pelear con ellos. La cantante empieza a inclinarse hacia atrás y a contorsionarse en distintas posiciones, al mismo tiempo que ejecuta varias piruetas y saltos con los que logra derrotar a sus oponentes. El estribillo suena de nuevo y todos se encuentran patinando en una pista ambientada como una discoteca. El video termina con un acercamiento de ella en su leotardo púrpura y la imagen se desvanece con su silueta.

## Interpretaciones en directo

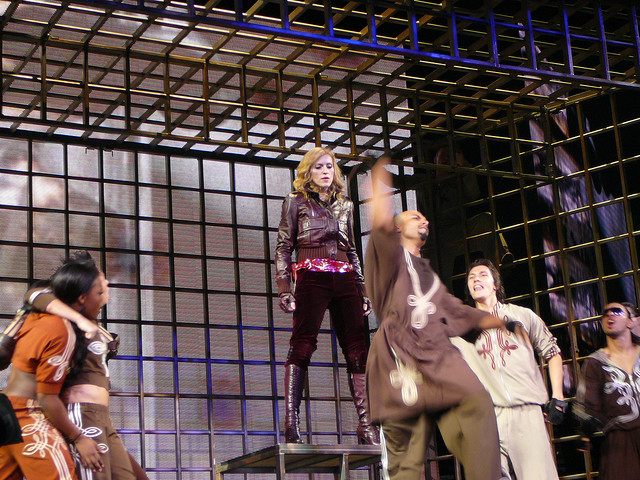
Madonna y sus bailarines durante la interpretación de la canción en la gira Confessions Tour.

Madonna interpretó «Sorry» en la gira promocional del álbum Confessions on a Dance Floor y en el Confessions Tour, como parte del segmento beduino. Madonna vestía una caftán diseñada por Jean-Paul Gaultier con pantalones y botas de tacón alto. Cuando finalizaba la actuación de «Isaac», se sacaba el caftán y sus bailarines le daban una chaqueta, mientras los saludaba uno por uno. En ese momento, empezaba a sonar la música de Pet Shop Boys hecha para la remezcla. Madonna y sus bailarinas iban hacia a un lado de la jaula gigante y la artista empezaba a cantar. Cuando el tema progresaba a los versos intermedios, Madonna se entablaba en una pelea enérgica con sus bailarines, a quienes derrotaba con movimientos en los que doblaba su cuerpo, poniéndose una pierna sobre su cabeza y saltando de la jaula a la espalda de una bailarina.
Una remezcla de la canción se usó como un video de telón de fondo durante el interludio entre las segmentos beduino y glam/rock. Éste mostraba imágenes de líderes fascistas y políticos desde del pasado al presente como Adolf Hitler, Idi Amin Dada, George W. Bush y Tony Blair. Estas imágenes se alternaban en la pantalla con textos y escenas de conflictos bélicos. Madonna aparecía usando su leotardo del video de «Sorry» cantando las líneas «hablar es fácil» y «no hables», junto con la música y los labios tartamudeando de Bush. Las actuaciones de la canción y el video remix de la misma están disponibles en el álbum en directo The Confessions Tour. El periódico británico, Daily Mail, llamó «energética» a la actuación, mientras que Tom Young de BBC Music la nombró una «delicia», pero describió al video como la «oveja negra» de la gira. Ed Gonzalez de Slant Magazine comentó que la interpretación «no estaba entre lo más destacado del concierto». Sin embargo, dijo que «el brío de este interludio resulta extático: un 'collage' Godardiano bailable». Thomas Inkseep de Stylus describió a la interpretación y a la remezcla como «fantásticas». En la gira Sticky & Sweet Tour de 2008, la cantante la interpretó en el bis del concierto del 23 de octubre en la ciudad de Montreal.

## Formatos y remezclas
| Vinilo de 2x 12" pulgadas lanzado en Estados Unidos |                                      |          |  |
| N.º                                                 | Título                               | Duración |  |
| 1.                                                  | «Sorry» (versión del álbum)          | 4:42     |  |
| 2.                                                  | «Sorry» (Man With Guitar Mix)        | 7:25     |  |
| 3.                                                  | «Sorry» (PSB Maxi Mix)               | 8:36     |  |
| 4.                                                  | «Sorry» (Paul Oakenfold Remix)       | 7:15     |  |
| 5.                                                  | «Sorry» (Green Velvet Remix)         |          |  |
| 6.                                                  | «Let It Will Be» (Paper Faces Remix) | 7:28     |  |

| Maxi-CD lanzado en EE. UU., Canadá y Australia |                                           |          |  |
| N.º                                            | Título                                    | Duración |  |
| 1.                                             | «Sorry» (Single Edit)                     | 3:58     |  |
| 2.                                             | «Sorry» (Man With Guitar Edit)            | 6:04     |  |
| 3.                                             | «Sorry» (PSB Maxi-Mix)                    | 8:36     |  |
| 4.                                             | «Sorry» (Paul Oakenfold Remix)            | 7:15     |  |
| 5.                                             | «Sorry» (Green Velvet Remix)              | 6:07     |  |
| 6.                                             | «Let It Will Be» (Paper Faces Vocal Edit) | 5:24     |  |

| Maxi-CD lanzado en Europa |                                           |          |  |
| N.º                       | Título                                    | Duración |  |
| 1.                        | «Sorry» (Single Edit)                     | 3:58     |  |
| 2.                        | «Sorry» (Man With Guitar Mix)             | 7:25     |  |
| 3.                        | «Sorry» (PSB Maxi Mix)                    | 8:36     |  |
| 4.                        | «Sorry» (Paul Oakenfold Remix)            | 7:15     |  |
| 5.                        | «Sorry» (Green Velvet Remix)              | 6:06     |  |
| 6.                        | «Let It Will Be» (Paper Faces Vocal Edit) | 5:24     |  |

| Sencillo en CD lanzado en Japón |                                                     |          |  |
| N.º                             | Título                                              | Duración |  |
| 1.                              | «Sorry» (versión de radio misma que el Single Edit) | 3:57     |  |
| 2.                              | «Let It Will Be» (Paper Faces Remix)                | 7:28     |  |
| 3.                              | «Sorry» (Man With Guitar Mix)                       | 7:25     |  |

| Vinilo de 12" lanzado en el Reino Unido |                                       |          |  |
| N.º                                     | Título                                | Duración |  |
| 1.                                      | «Sorry» (versión del álbum)           | 4:42     |  |
| 2.                                      | «Sorry» (PSB Maxi Mix)                | 8:36     |  |
| 3.                                      | «Sorry» (Paul Oakenfold Remix)        | 7:15     |  |
| 4.                                      | «Sorry» (Green Velvet Extended Remix) | 6:07     |  |

| CD 1 lanzado en el Reino Unido |                                           |          |  |
| N.º                            | Título                                    | Duración |  |
| 1.                             | «Sorry» (Single Edit)                     | 3:58     |  |
| 2.                             | «Let It Will Be» (Paper Faces Vocal Edit) | 5:24     |  |

| CD 2 lanzado en el Reino Unido |                                |          |  |
| N.º                            | Título                         | Duración |  |
| 1.                             | «Sorry» (versión de radio)     | 3:57     |  |
| 2.                             | «Sorry» (Man With Guitar Mix)  | 7:25     |  |
| 3.                             | «Sorry» (PSB Maxi Mix)         | 8:34     |  |
| 4.                             | «Sorry» (Paul Oakenfold Remix) | 7:12     |  |
| 5.                             | «Sorry» (Green Velvet Remix)   | 6:05     |  |

| CD promocional/descarga digital lanzado en EE. UU. |                            |          |  |
| N.º                                                | Título                     | Duración |  |
| 1.                                                 | «Sorry» (versión de radio) | 3:37     |  |

## Créditos y personal
- Madonna: voz, producción
- Stuart Price: producción
- Neil Tennant: voz de respaldo
- Guy Oseary: administración
- Goetz Botzenhardt: mezcla
- Giovanni Bianco: diseño gráfico, dirección artística
- Orlando Puerta: remezcla, A&R
- Angela Becker: administración
- Ian Green: programación, producción
- Paul Oakenfold: remezcla
- Pete Gleadall: programación
- Steven Klein: fotografía
- Pet Shop Boys: teclado, producción, remezcla

Fuente: notas del álbum Confessions on a Dance Floor.

## Posicionamiento en listas y certificaciones
| País (Lista 2006)                       | Posición |
| --------------------------------------- | -------- |
| Alemania (GfK Entertainment Charts)     | 5        |
| Australia (ARIA)                        | 4        |
| Austria (Ö3 Austria Top 40)             | 8        |
| Bélgica - Flanders (Ultratop 50)        | 8        |
| Bélgica - Valonia (Ultratop 40)         | 4        |
| Canadá (Canadian Singles Chart)         | 2        |
| Dinamarca (Tracklisten)                 | 3        |
| Eslovaquia (IFPI)                       | 66       |
| España (Promusicae)                     | 1        |
| Estados Unidos (Billboard Hot 100)      | 58       |
| Estados Unidos (Dance Club Songs)       | 1        |
| Estados Unidos (Dance/Mix Show Airplay) | 1        |
| Estados Unidos (Pop 100)                | 46       |
| Europa (European Hot 100 Singles)       | 1        |
| Finlandia (Mitä hittiä)                 | 3        |
| Francia (SNEP)                          | 5        |
| Hungría (Rádiós Top 40)                 | 1        |
| Irlanda (Irish Singles Chart)           | 5        |
| Italia (FIMI)                           | 1        |
| Noruega (VG-lista)                      | 2        |
| Nueva Zelanda (RMNZ)                    | 12       |
| Países Bajos (Dutch Top 40)             | 2        |
| República Checa (IFPI)                  | 2        |
| Reino Unido (UK Singles Chart)          | 1        |
| Rusia (Russian Airplay Chart)           | 4        |
| Suecia (Sverigetopplistan)              | 7        |
| Suiza (Schweizer Hitparade)             | 4        |

| Lista (2006)                        | Posición |
| ----------------------------------- | -------- |
| Alemania (GfK Entertainment Charts) | 78       |
| Australia (ARIA)                    | 78       |
| Austria (Ö3 Austria Top 40]])       | 60       |
| Bélgica - Flanders (Ultratop 50)    | 47       |
| Bélgica - Valonia (Ultratop 40)     | 38       |
| Francia (SNEP)                      | 47       |
| Hungría (Rádiós Top 40)             | 5        |
| Italia (FIMI]])                     | 8        |
| Reino Unido (UK Singles Chart)      | 44       |
| Suecia (Sverigetopplistan)          | 80       |
| Suiza (Schweizer Hitparade)         | 33       |

| Lista (2000–2009)                 | Posición |
| --------------------------------- | -------- |
| Estados Unidos (Dance Club Songs) | 19       |

| País                  | Certificación |
| --------------------- | ------------- |
| Canadá (Music Canada) | Oro           |
| Reino Unido (BPI)     | Plata         |